# Reddingsboei

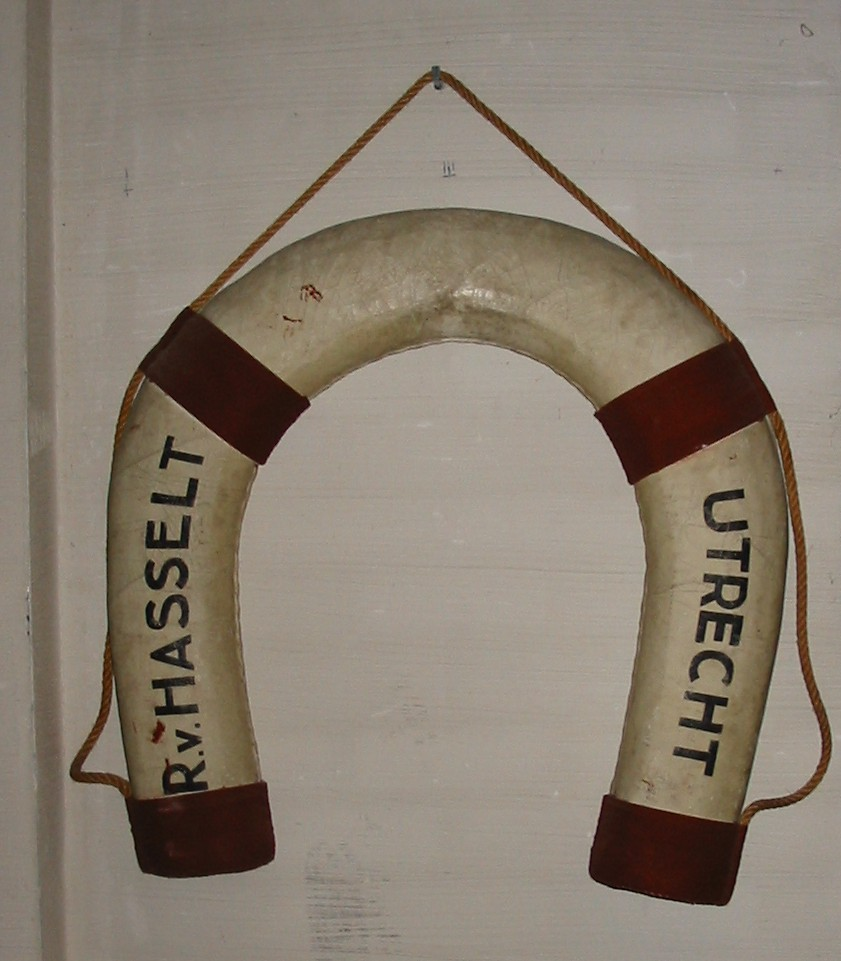
Een antieke reddingsboei

Een reddingsboei is een drijfhulpmiddel en reddingsmiddel voor personen die door omstandigheden te water geraakt zijn en geen reddingsvest dragen of niet kunnen zwemmen. Deze drenkelingen blijven door een reddingsboei langer drijven en vergroten daarmee de kans dat ze gered worden. De meeste reddingsboeien hebben een ronde vorm, maar er zijn ook reddingsboeien in een hoefijzervorm. Reddingsboeien kun je vinden bij onder andere sluizen, reddingsbrigadeposten, rivieren, kanalen, schepen en booreilanden. De doorsnede van reddingsboeien bedraagt minimaal 40 centimeter en rondom de boeien bevindt zich een grijplijn die drenkelingen makkelijk kunnen vastpakken en vasthouden.

## Soorten reddingsboeien

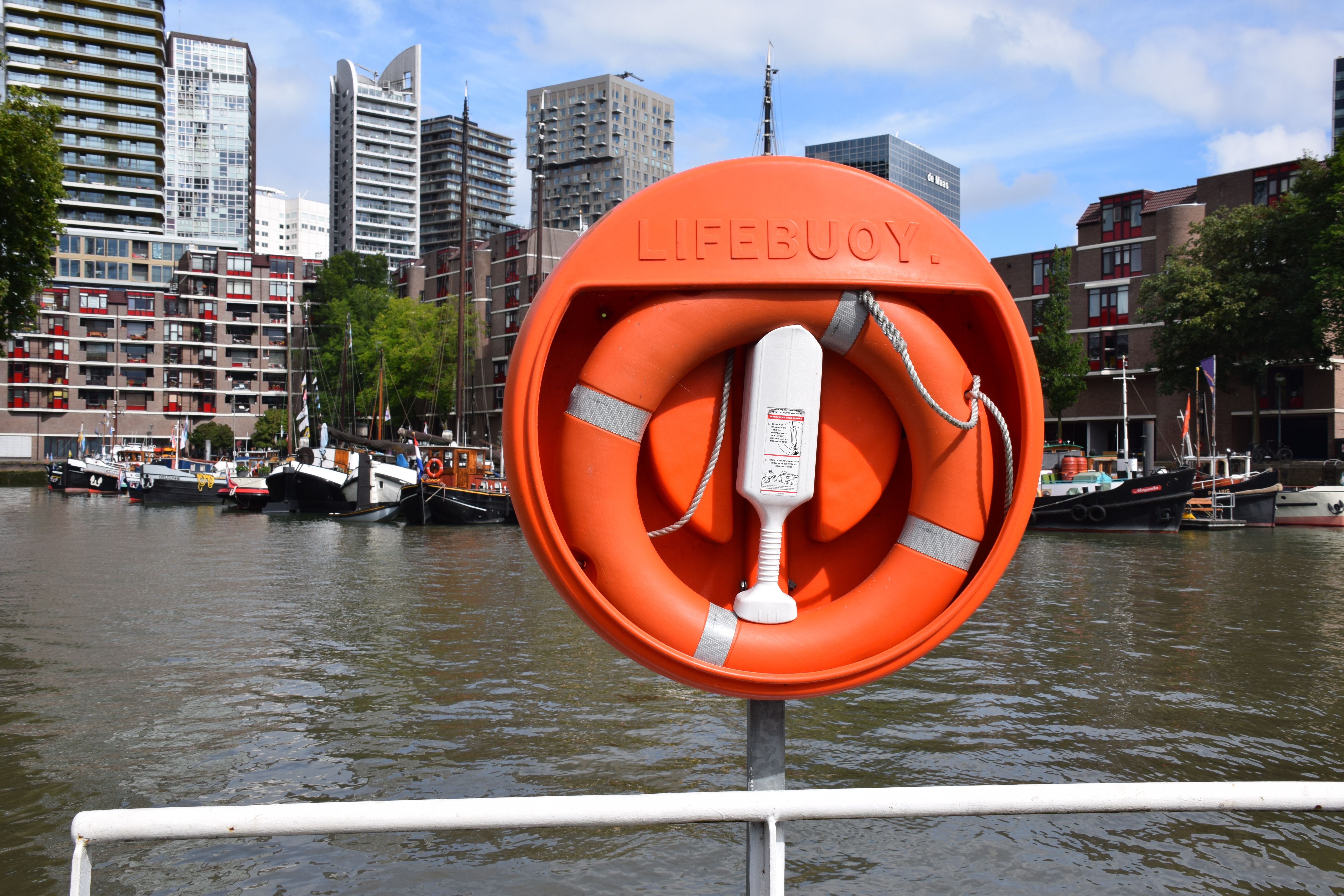
Een moderne variant

Er zijn drie soorten reddingsboeien:
- Reddingsboeien met een drijvende lijn; hiermee kan een slachtoffer op de kant worden getrokken
- Reddingsboeien met een zelf ontbrandend licht; deze bevinden zich vooral op schepen en veerboten. Wanneer de boei in het water valt gaat er automatisch een lampje branden, zodat slachtoffers ook 's nachts makkelijk te vinden zijn.
- Reddingsboeien met een zelf ontbrandend licht en automatisch rooksignaal; deze bevinden zich vooral op schepen en veerboten. Wanneer de boei in het water valt gaat er automatisch een lampje branden, maar ook automatisch een rooksignaal af.